# Елвира Озолина
Елвира Анатољевна Озолина (рус. Эльвира Анатольевна Озолина; Лењинград 8. октобар 1939) бивша совјетска атлетичарка специјалиста за бацање копља, олимпијска победница, европска првакиња, која је три пута обарала светски рекорд у бацању копља.

## Спортска биографија
На почетку атлетске сезоне 1960. Озолина два пута је поправила светски рекорд у бацању копља са бацањима од 57,92 метара и 59,55 метара, па је на Олимпијским играма у Риму 1960 имала улогу фаворита, коју је у потпуности оправдала победом са 55,98 м испред Дане Затопкове (53,78 м) из Чехословачке.
Други велики успех постигла је на Европско првенстви у Београду 1962. Победила је са 54,93 м, што је било далеко испред другопласиране Румунке Марије Ђаконеску са 52,10 м. У 1963. поново поравља светски рекорд на 59,78 м. У Кијеву је 1964. на првенству СССР, победила је са 61,38 м и постала прва жена која је бацила копље преко 60. м. Овај резултат није ратификован и нови рекорд јој није признат.
На Олимпијске игре у Токију 1964., поново долази као главни фаворит за злато, али је још у квалификацијама побеђује њена колегица из репрезентације, Јелена Горчакова која јој обара и светски рекорд са 62,40 м. Озолина је заврила на 5 месту. Пето место освајила је и на следећем Евриоском првенству 1966. у Букурешту.
Поред првог места на првенству СССР 1964. Озолина је побеђивала још три пута 1961, 1962 и 1966.
Учествовала је и на универзијадама. У Торину 1959. била је прва, а 1963. у Порто Алегреу друга.

## Породица
Елвира Озолина је удата за совјетског бацача копља Јанис Лусис, (пореклом из Летоније), троструког освајача олимпијских медаља на олимпијским играма (1964, 1998 и 1972). Има два сина, од којих Владимир Лусис, исто бацач колља, учествовао на олимпијским играма 2000. и 2004. такмичећи се за Летонију. Упркос браку, она се током каријере такмичила са својим девојачким презименом Озолина.